# Fokker S-13
Fokker S-13 Universal Trainer byl dvoumotorový vrtulový letoun určený k výcviku navržený a vyrobený nizozemským leteckým výrobcem Fokker v 40. letech 20. století.

## Vznik a vývoj
V letech krátce po skončení druhé světové války byla existence společnosti Fokker obnovena za pomoci nizozemského národního institutu pro letecký vývoj, Nederlands Instituut voor Vliegtuigontwikkeling (NIV). Firma očekávala značnou poptávku po cvičných letounech, a vypracovala řadu projektů této kategorie. Jedním z nich byl S-13, pojmenovaný Universal Trainer (univerzální trenér), určený pro výcvik pilotů vícemotorových letadel, leteckých navigátorů, radiotelefonistů a parašutistický výcvik. Byla projektována i plováková verze, označená S-13W, která měla mírně změněné rozměry a slabší výkony, zejména kvůli plovákům, které nahradily kolový podvozek. Plánována byla i verze pro civilní letectví.
Prototyp, imatrikulovaný PH-NDW, poprvé vzlétl v roce 1949. Stroj se projevil jako výkonný a snadno ovladatelný, a po úspěšných letových zkouškách Nizozemské ozbrojené síly vyjádřily úmysl objednat jej. Krátce před rozhodnutím o zadání objednávky však Nizozemsko začalo v rámci programu Mutual Defense Assistance Pact (MDAP) za symbolické ceny dostávat stroje Beechcraft 18, po stránce parametrů srovnatelné s S-13. Jelikož žádný další zákazník o S-13 neprojevil zájem, firma Fokker další vývoj ukončila a jediný vyrobený byl v roce 1953 předán NIV. O několik let později byl drak předán fakultě letecké konstrukce Technické univerzity v Delftu.

## Historie nasazení
Ačkoliv typ nebyl oficiálně zařazen do služby v ozbrojených silách, firma Fokker prototyp provozovala ve zbarvení vojenského letectva, včetně evidenčního označení D-101. Během záplav v únoru 1953 byl letoun používán k fotoprůzkumu z námořní letecké základny Valkenburg.

## Pozůstatky
Do současnosti se zachovaly některé části S-13: kokpit je vystaven v leteckém a vojenském muzeu na letišti Texel a ocasní plochy se nacházejí ve vlastnictví leteckého muzea Aviodrome, ale v současnosti jsou uloženy v depozitáři.

## Specifikace (S-13)

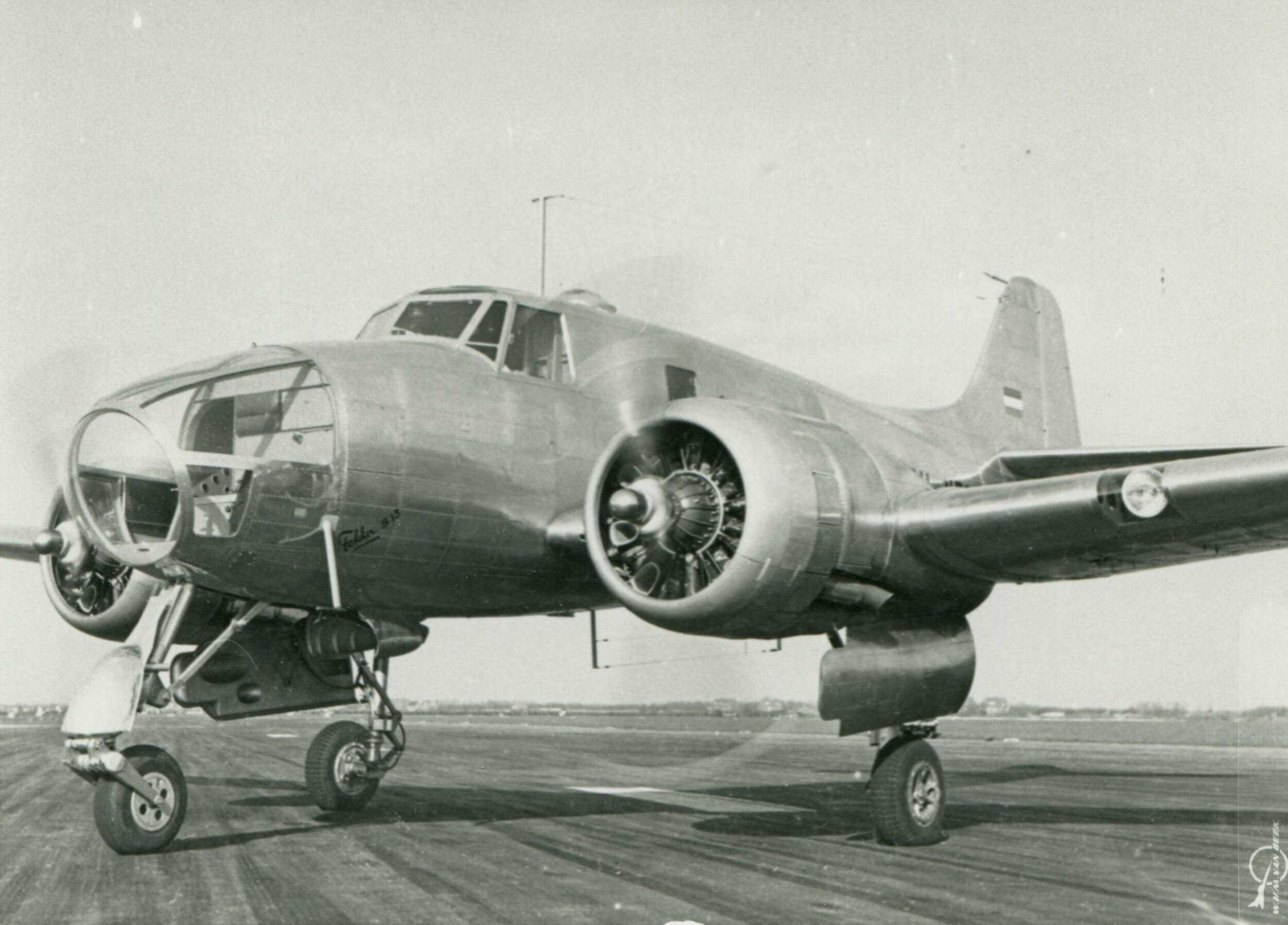
Fokker S-13

Údaje dle

### Technické údaje
- Osádka: 7
- Rozpětí: 19,2 m
- Délka: 13,6 m
- Výška: 5,5 m
- Nosná plocha: 46,0 m²
- Prázdná hmotnost: 4 185 kg
- Vzletová hmotnost: 5 775 kg
- Kapacita paliva: 1 200 l
- Pohonná jednotka:  2 × vzduchem chlazený hvězdicový devítiválec Pratt & Whitney S1H1-G Wasp o výkonu 600 hp (447 kW)

### Výkony
- Maximální rychlost: 335 km/h (181 uzlů) ve výši 2 440 m
- Cestovní rychlost: 320 km/h (170 uzlů) ve výši 3 600 m
- Dolet:
- Praktický dostup: 6 500 m
- Stoupavost:
  - Výstup do výšky 1 000 m: 2,7 min
  - Výstup do výšky 3 000 m: 9,2 min